# Афрички национални савез Зимбабвеа – Патриотски фронт
Афрички национални савез Зимбабвеа – Патриотски фронт (енгл. Zimbabwe African National Union - Patriotic Front, шона: Sangano reZimbabwe reKubatanidzwa kweVana veAfrica – Bato rePatriotic), познатија по скраћеници ЗАНУ–ПФ је политичка партија која је на власти у Зимбабвеу, земљи на југу Африке, од ослобођења земље од колонијалне власти 1980. године. Партију је годинама водио Роберт Мугабе, прво као премијер независног Зимбабвеа до 1987. године, а затим и као председник након уједињења са главним ривалом Афричким народним савезом Зимбабвеа ЗАПУ. Мугабе је уклоњен са власти 2017. године када је престао бити и лидер ЗАНУ-а.
Савез су 1967. године основали неки од лидера ослободилачког покрета Зимбабвеа који су били незадовољни дотадашњом политиком ЗАПУ-а. У периоду ослободилачког рата војно крило ЗАНУ-а постало је уз војно крило ЗАПУ-а једно од два водећа покрета оружаног отпора у земљи. 1976. године два су покрета оформила номинално уједињени Патриотски фронт који је на власт дошао падом међународно непризнатог родезијског режима колонијалне власти белачке мањине. У том је периоду ЗАНУ показивала комунистичке симпатије и оријентацију, али је насупрот покрету ЗАПУ кога је подржавао Совјетски Савез, ЗАНУ сарађивао и примао подршку од Кине и неких других земаља укључујући СФР Југославију.
ЗАНУ је на изборима 2008. године по први пут изгубио апсолутну већину у Парламенту Зимбабвеа па је био приморан на стварање нестабилне коалиционе владе са Покретом за демократске промене – Цвангираи (МДЦ). Та је коалиција ипак потрајала до 2013. године када је ЗАНУ поново освојио двотрећинску већину у парламенту. Партија је уз одређене губитке задржала ту већину и на изборима 2018. године. 19. новембра 2017. године, након државног удара, ЗАНУ-ПФ је сменио Роберта Мугабеа са чела партије а на његово је место дошао његов дотадашњи заменик Емерсон Мнангагва.

## Историја

### Период пре оснивања ЗАНУ-а (1955–1963)
Прва милитантна афричка националистичка организација у Јужној Родезији коју су основали Џејмс Чикерема, Дундудзу Чисиза, Џорџ Њандоро и Едсон Ситхоле била је Градска омладинска лига (City Youth League CYL) која је у августу 1955. године основана у Солсберију (данашњи Хараре). 12. септембра 1957. CYL је уједињена са много раније основаним али углавном неактивним огранком Афричког националног конгреса (АНЦ) у Јужној Родезији чиме је настао Јужнородезијски афрички национални конгрес (СРАНЦ). Нова организација усвојила је основне постулате CYL као и залагање за начело „један човек, један глас” те је као свог председника изабрала Џошуу Нкома. СРАНЦ који се залагао за пренос политичке власти на обесправљену црначку већину стекао је широку подршку у целој земљи, али су му у фебруару 1959. године јужнородезијске власти забраниле даљњи рад. Као одговор, 1. јануара 1960. године основана је Национална демократска партија (НДП). НДП се залагао за сличне циљеве па је и њој рад забрањен у децембру 1961. године. Истог је месеца Нкомо основао Афрички народни савез Зимбабвеа (ЗАПУ) као организацију са истим циљевима и тактикама као и претходно забрањене организације. У септембру 1962. године, у контексту растућег незадовољства и немира у великим градовима, ЗАПУ је забрањен а његови су лидери приведени. Донет је и колонијални Закон против незаконитог организовања са намером да се спречи даљње покушаје обнове рада ЗАПУ-а под различитим називом.

### Оснивање (1963)
Африčka црначка националистичка политика у Рођезији у шездесетим годинама двадесетог века била је обележена унутарњим ривалствима и неслогом око питања стратегије. Поделе су изашле на видело у априлу 1963. године када је Нкомо сазвао скуп партијског вођства у Дар ес Саламу где је отишао након што је рад ЗАПУ-а забрањен 1962. године. Главне критике које је Нкомо том приликом примио биле су усмерене на његову иницијалну подршку јужнородецијском уставу из 1961. (коју је касније повукао), његова бројна и скупа путовања по иностранству у којима је тражио подршку за покрет ослобођења као и грешке у настојањима да се у Танганици формира влада у прогонству. Према Нкомоу, он је и пре састанка примио сагласност за формирање владе у прогонству, али је до доласка остатка политичког вођства ЗАПУ-а у Дар ес Салам променио мишљење о тој идеји. По присећањима других учесника подела се састојала у томе што је Нкомо желео покрет обновити и водити изван саме Рођезије, док су га остали, укључујући Еноха Думбушена и Ндабанингију Ситолеа притискали на унутарњу борбу и повратак у Рођезију. Председник Танганике Јулиус Нјерере рекао је окупљеном вођству како нити он нити иједан други афрички шеф државе или владе не подржава идеју владе у прогонству и како победа може да буде постигнута једино у самој Рођезији.
Нкомо се у Солсбери вратио 2. јула 1963. године након чега је већина партијског вођства која је остала у Дар ес Саламу гласовала да га се уклони са челног места партије. Као одговор на то, Нкомо је суспендовао већи број чланова које је означио као побуњенике међу којима су били и Ситоле и Роберт Мугабе. У немогућности да однесу превагу над Нкомом, његови су опоненти одлучили оформити властиту организацију. 8. августа 1963. године Ситоле, Херберт Читепо, Леополд Такавира, Едгар Текере, Хенри Хамадзирипи и Мукудзеј Мидзи окупили су се у Хајфилду у дому Еноса Нкале где су основали Африčki национални савез Зимбабвеа ЗАНУ.
Као одговор на формирање нове партије ЗАНУ, Нкомо је сазвао масовни скуп на међурасној задрузи Cold Comfort Farm у близини Солсберија 10. августа 1963. године где је основана нова организација названа Народни савет чувара (People's Caretaker Council - PCP) које је функционисало као замена за забрањени ЗАПУ. Како би покушао да спречи раст нове партије ЗАНУ, Нкомо је предузео кораке према консолидацији свог положаја у широким масама где је постојећу централизовану структуру своје партије заменио са већим бројем мањих локалних пододбора. При расколу ЗАПУ–ЗАНУ највећи део Нкомових дугогодишњих савезника из времена оснивања СРАНЦ-а остали су уз ЗАПУ док су се млађи националистички вође који су се профилисали у шездесетим годинама у већем броју определили за ЗАНУ.
Ситоле је одржао прву медијску конференцију нове партије 22. августа 1963. године на којој је рекао како ће када партија дође на власт уклонити Закон о расподели земље. Укинуће и Закон о господарењу земљом и заменити оба са новим законом о прерасподели. Уз најаву аграрне реформе, Ситоле је истакао посвећеност „Повељи о правима која би била уграђена у устав, гарантујући права и слободу сваког грађанина”. Ситоле је рекао новинарима да је ЗАНУ нерасистичка и да ће прихватити људе који деле заједничку судбину и посвећеност демократском управљању од стране већине, без обзира на расу, боју коже, веру или племе. Платформа ЗАНУ-а брзо је постала популарна у медијима и истицала се у контрасту са ЗАПУ-ом, који није јавно износио свеобухватну платформу. ЗАПУ је одговорио нападом на карактер и идеолошку веродостојност лидера ЗАНУ-а.
Готово одмах након раскола, у градским подручјима широм земље избили су насилни сукоби између присталица супарничких партија. На једном састанку ЗАНУ-а у августу 1963. у Хајфилду, 200 присталица требало је заштиту родецијске полиције како би одржали догађај, док је мноштво про-Нкомових присталица од хиљаду људи претило смрћу „издајицама”, чекало их напољу и каменовало аутомобиле вођа ЗАНУ-а, Ситолеа и Натана Шамуујариреа, док су одлазили. Нкомова подршка била је још снажнија у афричким четвртима Харареа и Муфакосеа. Дан након састанка, Ситоле је признао погрешну процену Нкомове масовне подршке. У Булавају су две куће биле бомбардоване молотовљевим коктелима, а 17. августа тројица полицајаца озлеђена су у сукобу с гомилом Нкомових присталица која је бацала камење. До 14. августа, и Ситоле и Нкомо позивали су на крај насиља путем афричке штампе, али то није имало великог учинка. Нкомо је за насиље окривио присталице ЗАНУ-а, тврдећи да су се његови следбеници користили самоодбраном против групе гладне моћи која није успела придобити подршку јавности. Ситоле је такође тврдио да његови присталице нису били иницијатори, рекавши да има добро дисциплиноване функционере који могу да контролишу младе.
Упркос почетном отпору, ЗАНУ је стекао следбенике, посебно снажну подршку у источним окрузија око Форт Викторије и Умталија. У међувремену, ЗАПУ је задржао предност у Булавају и Матабелеленду, као и у главном граду Салисберију и око њега. Иако вође ниједне партије нису припадали искључиво једној етничкој групи, подела је имала и етничку компоненту, са већом подршком ЗАПУ-а међу Ндебелеима и ЗАНУ-а међу Шонама. У поређењу са ЗАПУ-ом, ЗАНУ се брендирао као партија која заузима конфронтацијски приступ према владавини беле мањине, док је Нкомо приказиван као слаб, неодлучан и недовољно револуционаран. Поруке ЗАНУ-а умањивале су важност етничке припадности као фактора у поделама унутар националистичког покрета, наглашавајући стратешке и идеолошке разлике. Насупрот томе, Нкомо је у својој аутобиографији навео племенске разлике као главни узрок раскола између ЗАПУ-а и ЗАНУ-а.

### Родезијски грађански рат и оснивање Патриотског фронта (1964–1980)
ЗАНУ је први конгрес одржао у предграђу Мкоба у Гвелу од 21. до 23. маја 1964. године. Ндабаниги Ситхоле је изабран за првог председника партије, Леополд Такавија за потпредседника, Роберт Мугабе за генералног секретара, Херберт Читепо за националног председника, а Енос Нкала за благајника. У свом председничком говору, Ситхоле је рекао како ЗАНУ заступа демократију, социјализам, национализам, правило један човек један глас, слободу, пан-африканизам, непристрасност и републиканизам.
Патриотски фронт (ПФ) формиран је као политички и војни савез између ЗАПУ-а и ЗАНУ-а током рата против владавине беле мањине у Родезији. ПФ је укључивао ЗАПУ, ког је подржавао Совјетски Савез, а водио га је Јошуа Нкомо, те је деловао углавном из Замбије, док је ЗАНУ, који је подржавала Кина, водио Роберт Мугабе и деловао углавном из суседног Мозамбика. Обе покрета придонела су коначној поеди и ослобођењу земље својим војним снагама. Војно крило ЗАПУ-а било је познато као Зимбабвеанска народна револуционарна војска, док су ЗАНУ-ови герилци били познати као Афричка народноослободилачка војска Зимбабвеа. Циљ ПФ-а био је свргнути владу беле мањине, коју је предводио премијер Иан Смит, путем политичког притиска и војне силе.

### Период након независности
Заједнички циљ партија у Патриотском фронту постигнут је 1980. године, након потписивања Споразума из Ланкастер Хауса у децембру 1979. године који је омогућио транзицију у међународно признату независност на начелу већинске црначке власти након поновног кратког увођења колонијалне власти Уједињеног Краљевства уместо непризнатог родезијског режима. Током кампање за опште изборе 1980. године, странке у оквиру Патриотског фронта такмичиле су се засебно као ЗАНУ–ПФ и ПФ–ЗАПУ. На изборима са општим правом гласа убедљиво и делом неочекивано победио је Мугабе и ЗАНУ–ПФ, док су Нкомо и његов ПФ–ЗАПУ задржали упориште у покрајинама у регији Матабелеланд. У децембру 1981., агенти које је послао апартхејдски режим Јужноафричке Републике бомбардовали су централну канцеларију партије, замало убивши многе високе вође ЗАНУ–ПФ-а, укључујући Роберта Мугабеа. У децембру 1987., након пет година грађанског рата ниског интензитета, опозициона ЗАПУ, под вођством Нкомеа, присаједињена је партији ЗАНУ кроз Споразум о јединству, чиме је формиран савремени ЗАНУ–ПФ.
На председничким изборима 1990. године , Мугабе је освојио 83% гласова, наспрам кандидата Уједињеног покрета Зимбабвеа (МУЗ). На парламентарним изборима исте године, ЗАНУ-ПФ је освојио 80% гласова, односно 117 од 120 места у парламенту, МУЗ 2, а ЗАНУ-Ндонга 1 место. На изборима 1995. године, ЗАНУ-ПФ је освојио 81,3%, ЗАНУ-Ндонго 6,9%, а Форум партије Зимбабвеа 5,9% гласова. На председничким изборима 1996. победио је Мугабе, освојивши 92% гласова.

## Недавно деловање
На парламентарним изборима 2000. године, ЗАНУ-ПФ освојио је 48,6% гласова, односно 62 од 120 посланичких места. Најјача опозициона партија, Покрет за демократске промене (МДЦ) освојила је 47% гласова, односно 57 посланичких места.
На председничким изборима 2002, Мугабе је победио са 56% освојених гласова. Кандидат МДЦ-а освојио је 42%, а ЗАНУ-Ндонго 1% гласова. На парламентарним изборима 2005. године, ЗАНУ-ПФ освојио је 59,6% гласова, односно 78 од 150 посланичких места.
На парламентарним изборима одржанима 2008. године, ЗАНУ-ПФ је по први пут изгубио већину у парламенту, освојивши 94 од 210 мандата. Покрет за демократске промене, који предводе Морган Цвангирај и Артур Мутамбара, освојио је укупно 51,6% гласова и добио 110 од 210 мандата. У Сенату су МДЦ и ЗАНУ-ПФ добили по 30 места свака.
На председничким изборима 2008, Морган Цвангирај је освојио 47,9% гласова, наспрам 43,2% Мугабеових. Други изборни круг био је обележен чиновима насиља над члановима МДЦ-а. Цвангирај је одустао од кандидовања у другом кругу, оценивши тренутну политичку климу неповољном за било какве поштене изборе. Мугабе је у другом изборном кругу освојио 85% гласова.
Дугогодишњи лидер странке Роберт Мугабе смењен је 19. октобра 2017. након тридесет година функције председника странке, пет дана после државног удара у Зимбабвеу.
Након избора 2017 године, на место председника долази дугогодишњи члан странке и ревулиционар у рату за независност Родезије Емерсон Мнангагва.
42-годишњи лидер странке Роберт Мугабе, умро је 6. септембра 2019, у 95 години. 
На општим изборима 23. августа 2023 странка осваја 136 од 270 места у парламенту, а Емерсон Мнангагва добија 52% на председничким изборима, скоро исти проценат гласова као и 2017 године.